# 人吉隊
人吉隊（ひとよしたい）は、西南戦争において西郷軍側に呼応した不平士族の部隊。

## 概要
旧人吉藩士の神瀬鹿三らを中心として1877年（明治10年）3月3日に結成。3月6日に熊本隊と合併し川尻の警備任務に就くよう薩摩本陳より命じられる。3月18日に最前線に赴き、3月21日に植木にて初めての戦闘に参加するも総長である神瀬鹿三が戦死した。この後も木留、吉次峠にて戦闘を継続したが、4月1日には新政府軍の攻撃により薩摩の1個小隊とともに敗走し吉次峠失陥の原因となった。
4月3日からは桐野利秋と密かに協議を繰り返し、人吉への転進を進言した。
熊本地方から椎葉村を経て人吉に後退した後は、2番隊及び3番隊も編成され五木口方面で、平野正介の常山隊、熊本隊1番中隊と共に1か月余の戦闘を展開した。1877年（明治10年）6月1日に人吉が陥落すると政府軍の参謀・新宮簡の降伏勧告を受け入れて6月4日に降伏した。党薩隊が降伏したのはこれが最初であった。最終的に350名以上が参加したが、一番隊に比べ二番隊、三番隊の戦意は低かった。
降伏後は人吉市の大信寺にて抑留されるが、降伏1か月後の7月4日に罪を問わない事を交換条件に西郷軍を裏切り別働第2旅団付属第2中隊に配属され主に宮崎県にて西郷軍相手に戦闘を行った。
熊本県から参加の党薩隊は熊本隊（1500人）熊本協同隊（500人）竜ロ隊（200人)人吉隊であり小さな部類にあたる。
1. 1 2  『明治１０年戦争日記』丸目徹著
2. ↑  『熊風土記』稲留三郎著